# Tattnall County
Das Tattnall County ist ein County im US-Bundesstaat Georgia der Vereinigten Staaten. Der Verwaltungssitz (County Seat) ist Reidsville.

## Geographie
Das County liegt im Südosten von Georgia, ist etwa 90 km vom Atlantik entfernt und hat eine Fläche von 1264 Quadratkilometern, wovon zwölf Quadratkilometer Wasserfläche sind, und grenzt im Uhrzeigersinn an folgende Countys: Candler County, Evans County, Liberty County, Long County, Wayne County, Appling County und Toombs County.

## Geschichte
Tattnall County wurde am 5. Dezember 1801 gebildet. Benannt wurde es nach Josiah Tattnall, einem Politiker und Gouverneur von Georgia.

## Demografische Daten
Laut der Volkszählung von 2010 verteilten sich die damaligen 25.520 Einwohner auf 8.210 bewohnte Haushalte, was einen Schnitt von 2,52 Personen pro Haushalt ergibt. Insgesamt bestehen 9.966 Haushalte.
67,8 % der Haushalte waren Familienhaushalte (bestehend aus verheirateten Paaren mit oder ohne Nachkommen bzw. einem Elternteil mit Nachkomme) mit einer durchschnittlichen Größe von 3,07 Personen. In 34,2 % aller Haushalte lebten Kinder unter 18 Jahren sowie in 26,7 % aller Haushalte Personen mit mindestens 65 Jahren.
23,6 % der Bevölkerung waren jünger als 20 Jahre, 31,7 % waren 20 bis 39 Jahre alt, 27,9 % waren 40 bis 59 Jahre alt und 16,8 waren mindestens 60 Jahre alt. Das mittlere Alter betrug 37 Jahre. 58,2 % der Bevölkerung waren männlich und 41,8 % weiblich.
62,7 % der Bevölkerung bezeichneten sich als Weiße, 29,3 % als Afroamerikaner, 0,3 % als Indianer und 0,4 % als Asian Americans. 6,1 % gaben die Angehörigkeit zu einer anderen Ethnie und 1,3 % zu mehreren Ethnien an. 9,8 % der Bevölkerung bestand aus Hispanics oder Latinos.
Das durchschnittliche Jahreseinkommen pro Haushalt lag bei 35.578 USD, dabei lebten 27,7 % der Bevölkerung unter der Armutsgrenze.

## Orte im Tattnall County
Orte im Tattnall County mit Einwohnerzahlen der Volkszählung von 2010:
Cities:
- Cobbtown – 351 Einwohner
- Collins – 584 Einwohner
- Glennville – 3569 Einwohner
- Manassas – 94 Einwohner
- Reidsville (County Seat) – 4944 Einwohner

Census-designated place:
- Mendes – 122 Einwohner